# Хиониты
Хиониты (авест. X’iiaona; пехл. Xyōn/Hyōn; согд. Xwn, лат. Chionitae, др.-греч. Χίονες) — древнее кочевое племя в Центральной Азии. Определяется как индоевропейское, конкретнее — иранское, хотя предлагаются и иные идентификации, прежде всего с гуннами. Союз сако-массагетских племён, которые стали называться хионитами, возник в начале IV века нашей эры.

## Исторические свидетельства
Аммиан Марцеллин, по происхождению грек, писавший на латыни, участник римско-персидских войн, находился в городе Амида во время его осады и взятия армией Шапура II, состоявшую, помимо персов, из сегестанцев (саков), албанов и хионитов.
Аммиан называет хионитов и геланов (с которыми, как и с хионитами, Шапур II воевал до того, как заключил с ними союз) «отдалённейшими» и «особенно воинственными» народами. В его представлении хиониты соседствовали с персами на отдалённой от Месопотамии границе.
Возможно, хиониты упоминаются в древнеиранских священных текстах Авесты как народ хьяона.
В пехлевийских текстах, а именно в «Предание о сыне Зарера», хиониты упоминаются как враги царя ариев Виштаспа.

## Гипотезы
По мнению некоторых исследователей, хиониты являлись потомками племени хьяонов, упоминаемых в Авесте.
По мнению Н. В. Пигулевской, описываемые Аммианом хиониты выделяются как племя «не тюркского типа».
С. П. Толстов сопоставлял хионитов с культурой «Болотных» городищ Приаралья IV—VI веков н. э., население которой, по его мнению, в VI веке н. э., большей частью мигрировало на запад и север. Также он относил хионитов к антропологическому типу, характерному для туркмен.
По мнению Е. П. Казакова, к поздним хионитам относится население именьковской и турбаслинской археологических культур Поволжья и Южного Урала VI—VIII веков н. э.
Канадский лингвист Э. Дж. Пуллиблэнк предположил, что хиониты, скорее всего, происходили от сюнну, а последние, в свою очередь, относились не к алтайским (тюркским или монгольским), а к енисейским народам.
Существует версия монгольского происхождения хионитов. Возможно, значительный монгольский этнический компонент в составе хазарейцев восходит к хионитам.
По мнению ряда авторов, хиониты тождественны эфталитам и гуннам.

## Правители
Единственным достоверно засвидетельствованным в исторических источниках правителем хионитов является упоминаемый Аммианом Марцеллином царь Грумбат (лат. Grumbates), правивший примерно с 359 года.